# بین‌الملل دوم

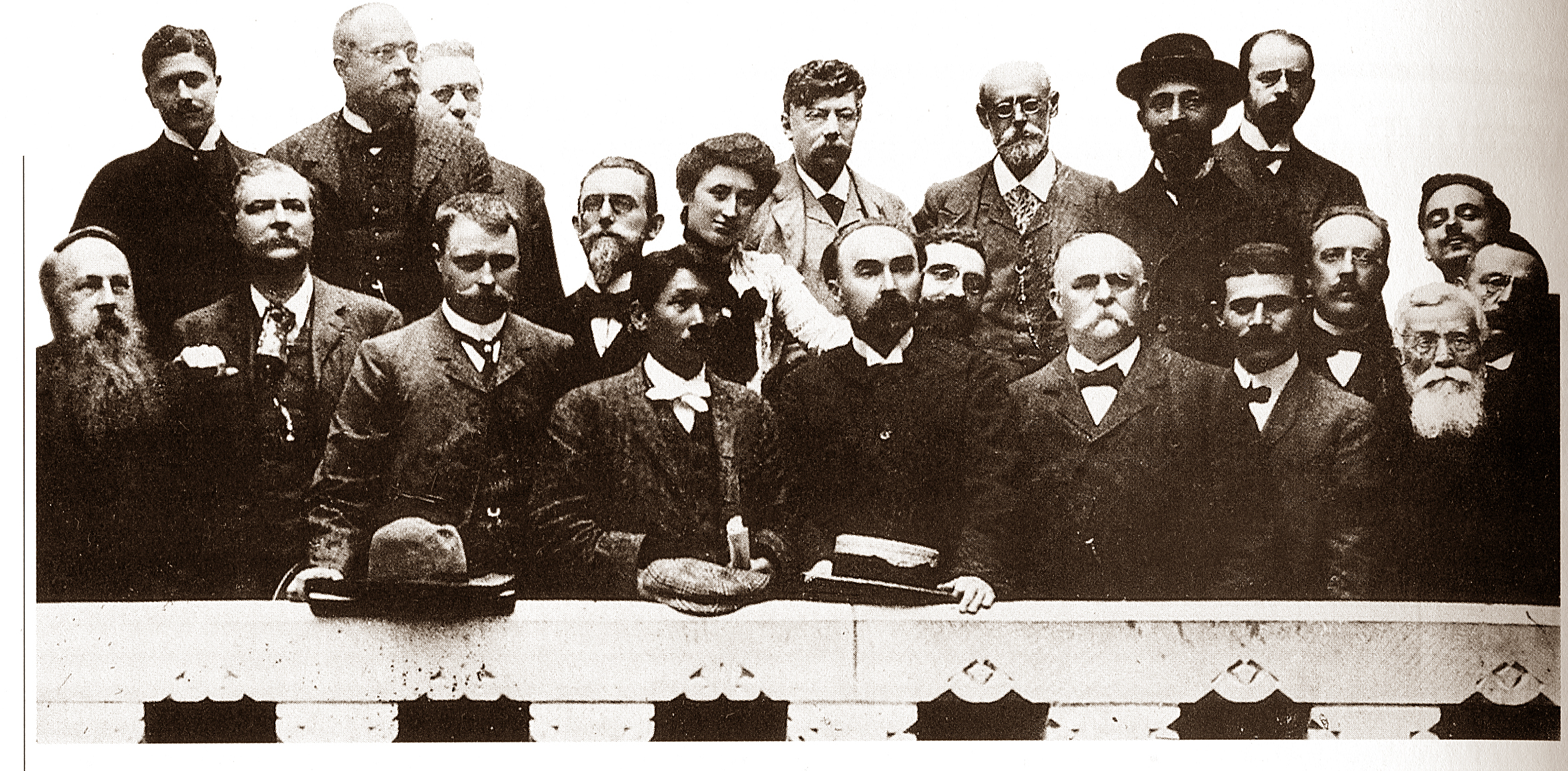
رهبران بین الملل دوم, امتسردام 1904

انترناسیونال دوم (۱۹۱۴–۱۸۸۹) اتحاد سوسیالیست‌های جهان و اتحادیه احزاب سوسیال دموکرات جهان تا سال ۱۹۱۴ بود.
انترناسیونال دوم به مثابه جامعه بین‌المللی احزاب سوسیالیست در سال ۱۸۸۹ طی کنگره پاریس تأسیس شد و در آن احزاب کارگری تقریباً همه کشورهای اروپایی و ایالات متحده آمریکا و آرژانتین شرکت جستند. مدت شش سال فعالیت این سازمان توسط فردریش انگلس رهبری می‌شد و بر شالوده تعالیم مارکسیستی قرارداشت. در این مدت انترناسیونال دوم به پخش اندیشه‌های سوسیالیسم و تحکیم احزاب کارگری کمک بسیاری کرد و این احزاب به تدریج به نیروی سیاسی مهمی در اغلب کشورهای اروپایی مبدل شدند.
پس از درگذشت انگلس به‌تدریج رهبری انترناسیونال دوم به‌دست رفورمیست‌ها افتاد و آن‌ها باعث نفوذ اندیشه‌ها و روش‌‌های بورژوایی در جنبش کارگری شدند. رشد کمی انترناسیونال دوم همسطح با رشد کیفی آن نبود و از میزان آگاهی سیاسی و روش انقلابی آن به تدریج کاسته شد؛ ولی در داخل آن برخی احزاب یا شعباتی از احزاب نظیر بلشویک‌های روسیه به تعالیم مارکسیسم وفادار ماندند و به شدت علیه روش‌های تجدیدنظرطلبانه و رفورمیستی رهبران این سازمان مبارزه کردند. این مبارزه یک جناح چپ انقلابی در داخل انترناسیونال دوم ایجاد نمود. اکثر رهبران انترناسیونال دوم پس از شروع جنگ جهانی اول در سال ۱۹۱۴ آشکارا به مواضع بورژوازی کشورهای خود گرایش پیدا کرده و اصول همبستگی کارگری را به کلی ترک کردند. از آن موقع در داخل انترناسیونال دوم سه جریان ایجاد شد. یک جناح راست یا سوسیال شوینیست‌ها، یک جناح میانه‌رو و یک جناح چپ یا جریان انترناسیونالیستی. این جناح انقلابی از جمله بلشویک‌های روسیه به رهبری لنین، انقلابیون آلمانی به رهبری کارل لیبکنشت و حزب سوسیالیست چپ بلغارستان را در بر می‌گرفت.
جنگ اول جهانی و خیانت رهبران انترناسیونال دوم و رهبران رفورمیست آن که تصمیمات صریح کنگره‌های این سازمان را علناً زیر پا گذاشتند به تدریج در داخل احزاب کارگری موجب شدت مبارزه و تشکل گروه‌های انقلابی و مارکسیستی شد. در سال ۱۹۱۵ در سوئیس اتحادیه سوسیالیست‌های انترناسیونالیست تشکیل شد که رهبری جناح چپ آن را لنین به‌عهده داشت. انقلاب اکتبر در سال ۱۹۱۷ گام مهمی در راه ایجاد احزاب انقلابی کارگری بود که طبق سنت زمان مارکس و برای نشان دادن جدایی کامل از انترناسیونال دوم، این احزاب، حزب کمونیست نام گرفتند.
انترناسیونال کمونیستی یا انترناسیونال سوم که به کمینترن نیز معروف است از این احزاب تشکیل شد و از سال ۱۹۱۹ تا سال ۱۹۴۳ به فعالیت خود ادامه داد.
1. ↑  «History of the Second International». www.marxists.org. دریافت‌شده در ۲۰۲۳-۰۵-۱۱.